# Conspiration des Trois Antoine

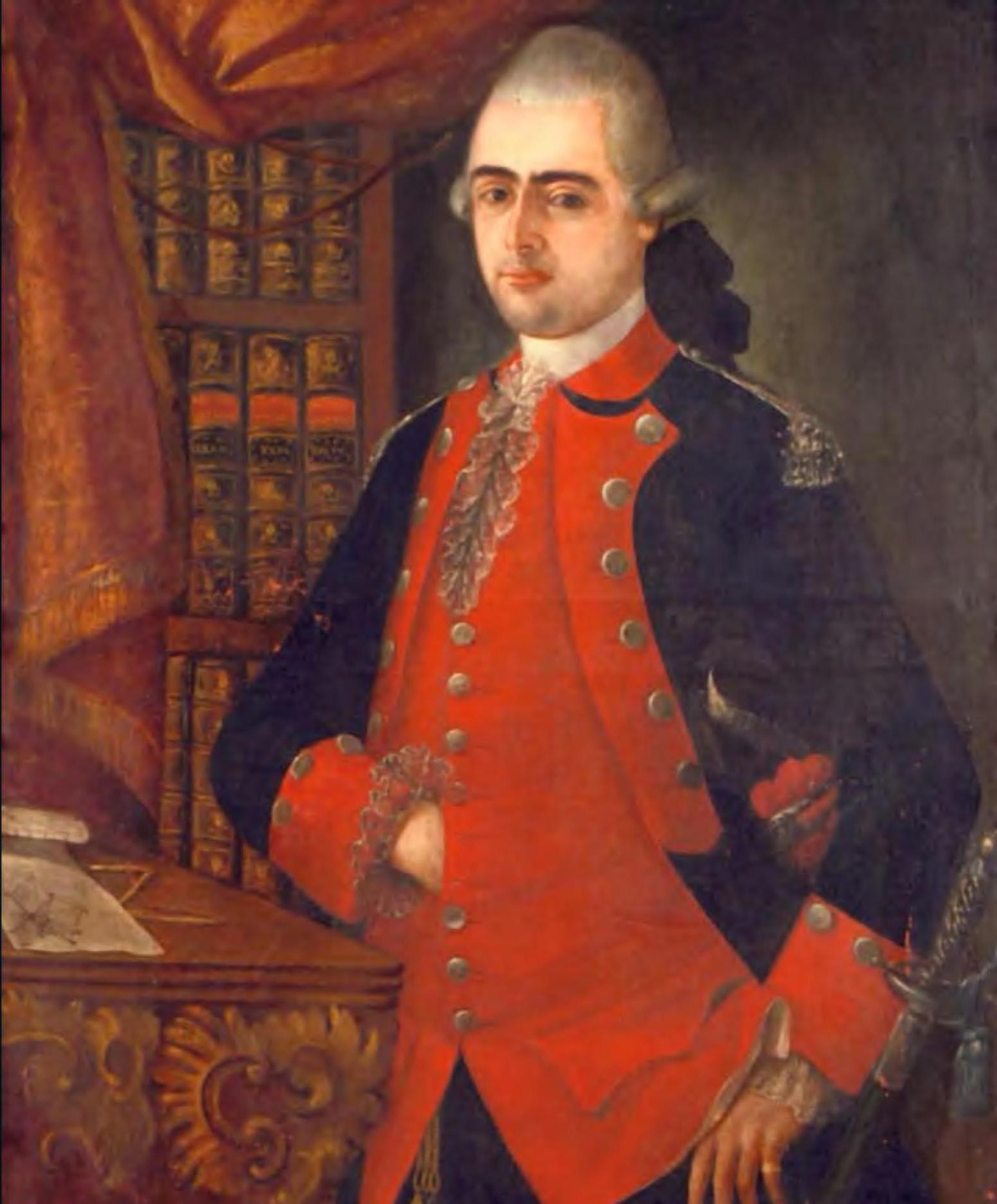
José Antonio de Rojas, l’un des personnages impliqués dans la conspiration.

La conspiration dite des Trois Antoine (en esp. conspiración ou motín de los tres Antonios) est une conspiration ourdie en 1780 contre les autorités coloniales espagnoles dans la capitainerie générale du Chili. Cette conjuration, qui n’eut que peu de conséquence, est ainsi dénommée en raison de ses trois principaux conjurés, les Français Antoine Berney et Antoine Gramusset, et le criollo (Européen né dans les colonies) José Antonio de Rojas. 
La conspiration visait à renverser le gouvernement colonial monarchique et à établir à sa place un régime républicain au Chili. Les conspirateurs, imprégnés surtout des idées des Lumières en provenance de France, se virent enhardis dans leur dessein par de récents événements tels que la guerre d’indépendance des États-Unis et la révolte de Túpac Amaru II dans la vice-royauté du Pérou.
Quoique la conspiration n’aboutît pas et ne signifiât guère plus, sur le moment, qu’un fait anecdotique, elle est vue aujourd’hui comme l’un des précurseurs des mouvements d’émancipation chiliens qui joueront, vingt ans plus tard, un rôle majeur lorsque sera enclenché définitivement le processus d’indépendance du Chili.

## Protagonistes
Antoine Berney était un ressortissant français installé à Santiago, où il enseignait le latin et les mathématiques. En 1780, il élabora un plan visant à établir au Chili une république indépendante, et sut persuader son compatriote Antoine Gramusset et le notable criollo chilien José Antonio de Rojas à se rallier à son projet et à tenter de le mener à bien.

## Programme
Les conspirateurs, influencés par les idées des Lumières françaises et par la lecture de l’Encyclopédie, entendaient instaurer au Chili une république qui fût indépendante de l’Espagne et estimaient que pour réaliser le « bonheur du peuple », la société devait tendre à l’égalité des classes sociales, en vue de quoi il était fondamental que les autorités répartissent la terre de manière homogène.
Les conjurés se proposaient de prendre les mesures suivantes :
- Remplacement de la monarchie par un régime républicain ;
- Établissement d’un corps constitué, le sénat souverain, investi du pouvoir exécutif ;
- Élection au suffrage populaire (incluant les indigènes araucans et mapuches) ;
- Abolition de l’esclavage et de la peine de mort ;
- Suppression des hiérarchies sociales ;
- Redistribution de la terre par répartition de celle-ci entre tous les Chiliens en parcelles égales ;
- Ample politique de libre-échange ;
- Exportation de la révolution dans le reste du monde.

Ce programme fut conçu avant la signature de la constitution des États-Unis d’Amérique et une décennie avant la Révolution française. Cependant, le public chilien n’eut pas même connaissance de l’existence de cette conspiration. L’historien chilien Francisco Antonio Encina observe dans son ouvrage Resumen de la Historia de Chile que cette « conspiration, étant donné la personnalité pérégrine de ses promoteurs, avait toutes les caractéristiques d’une mascarade stérile, sans la moindre base réelle de succès possible ». Quelques-unes des idées formulées furent effectivement mises en œuvre une fois acquise l’indépendance du Chili, par exemple l’instauration d’un sénat et du suffrage populaire, quoique de façon limitée. Toutefois, l’abolition de l’esclavage et la suppression des titres de noblesse ne seront décidées que sous les gouvernements des directeurs suprêmes Bernardo O'Higgins et Ramón Freire.

## Découverte de la conjuration
Lors d’un voyage vers un village voisin, Gramusset égara sa valise, laquelle renfermait les plans détaillés de la conspiration. La valise fut remise à la police, mais, les documents étant en français et donc incompréhensibles, elle fut expédiée à la capitale, pour être restituée à son propriétaire. Cependant, après traduction, les documents compromettants, auxquels vint s’ajouter une dénonciation, permirent à la police et à l’auditeur Álvarez de mettre au jour le complot et d’identifier les conspirateurs, ce qui porta ensuite l’Audiencia royale du Chili à délivrer à l’encontre de ceux-ci, le 1er janvier 1781, un mandat d’écrou. Berney et Gramusset furent bientôt conduits à Lima pour y passer en jugement, tandis que Rojas, eu égard à sa haute position sociale, réussit à éviter l’emprisonnement. Les deux Français furent traités avec la plus grande courtoisie et, accomplie une année de prison, envoyés en Espagne pour y être jugés. Cependant, le vaisseau qui devait les transporter à Cadix fut pris dans une tempête et s’abîma en mer au large des côtes du Portugal. La plupart des passagers et membres d’équipage périrent dans le naufrage, dont Antoine Berney ; si Antoine Gramusset pour sa part survécut à la catastrophe, il ne s’en rétablit pas et succomba trois mois après.
José Antonio Rojas, à l’issue d’un bref exil en Espagne, retourna au Chili. Il fut à nouveau arrêté en 1809, à la veille du déclenchement de la lutte indépendantiste, pour suspicion de « complot », cette fois sans aucune espèce de preuve. Sa mise en détention accéléra la chute du gouverneur Francisco Antonio García Carrasco et agit comme l’un des détonateurs du processus d’indépendance du Chili.

## Corrélats
- Indépendance du Chili